# Maraliz Vieira Christo
Maraliz de Castro Vieira Christo, nascida como Maraliz Gonçalves Ribeiro de Castro e mais conhecida como Maraliz Christo (Juiz de Fora, 18 de maio de 1957) é uma historiadora, pesquisadora e professora universitária brasileira.
Além de ser um dos três notórios cientistas que venceram a primeira edição do Prêmio Capes de Tese realizada em 2005, junto com o biólogo Claudio Teodoro de Souza (também vinculado à UNICAMP) e o químico Cláudio Patrício Ribeiro Júnior (vinculado à UFRJ), ela também se tornou reconhecida por ser a primeira mulher a vencer essa premiação, que é a mais relevante da pesquisa científica produzida no país, ao avaliar anualmente as teses de doutorado defendidas no Brasil.

## Biografia
Nascida em Juiz de Fora, em 1957, com o nome de Maraliz Gonçalves Ribeiro de Castro, ela é filha do militar Oswaldo Ribeiro de Castro e Maria de Lourdes Gonçalves de Castro. Maraliz de Castro graduou-se em História pela Universidade Federal de Juiz de Fora (UFJF) no final da década de 1970, ingressando pouco tempo depois no mestrado em história da Universidade Federal Fluminense (UFF), frequentando-o entre 1981 a 1987, onde defendeu a dissertação intitulada A "Europa dos Pobres": o intelectual e o projeto educacional dominante em Juiz de Fora na Belle-époque mineira, obtendo o título em 1987, na UFF.
De volta a Minas Gerais, ainda na década de 1980, ela retornou como professora de história da arte na UFJF, passando a dedicar-se às atividades de ensino, pesquisa e administração dessa universidade até se tornar professora titular.
Durante a década de 1980, Maraliz de Castro contraiu matrimônio com o professor e serventuário da justiça fluminense José Guilherme Dutra Vieira Christo, membro da tradicional família mineira Vieira Christo que possui como seus integrantes mais conhecidos o magistrado, jornalista e político Antônio Carlos Vieira Christo, a escritora Stella Libânio Christo e o religioso, escritor e ativista Frei Betto.
Na virada da década de 1990 para a de 2000, ela ingressou no doutorado em história na Universidade Estadual de Campinas (UNICAMP), como bolsista da CAPES, onde em 2005, ela defendeu a tese doutoral intitulada Pintura, historia e herois no seculo XIX: Pedro Americo e "Tiradentes Esquartejado", obtendo o título de Doutora em História pela referida universidade.
Entre 2003 e 2004, Maraliz de Castro trabalhou como bolsista de pesquisa Paul Getty no Institut National d'Histoire de l'Art (INHA), situado em Paris (França), onde esteve vinculada ao Programa de História do Gosto (Programme Histoire du Goût) da referida instituição de pesquisa francesa, tendo Philippe Sénéchal como directeur de recherche.
Entre agosto de 2006 e dezembro de 2008, ela exerceu o cargo de coordenadora do Programa de pós-graduação em História da UFJF, onde exerceu atividades de direção e administração acadêmica na referida universidade, gerenciando os cursos de mestrado e doutorado oferecidos pela instituição.
Em 2009, ela desenvolveu investigações pós-doutorais na Universitat Jaume I de Castelló, na (Espanha), e na Escuela Nacional de Antropología e Historia (INAH), situada no México.

## Contribuição para a ciência historiográfica

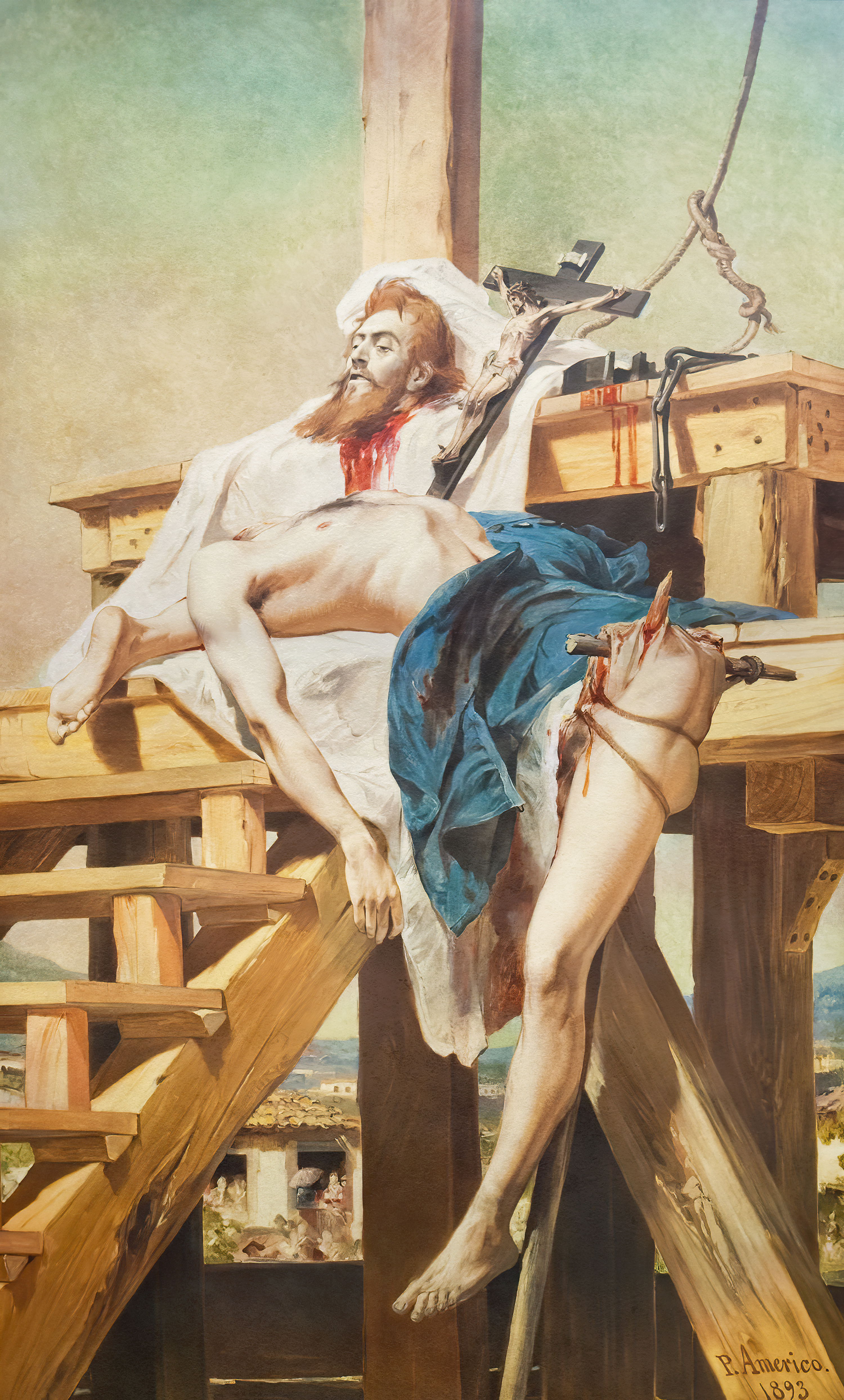
Tiradentes esquartejado, 1893, Museu Mariano Procópio

No começo da década de 2000, Maraliz Vieira desenvolveu em seu doutorado na UNICAMP uma pesquisa historiográfica no campo da história da arte, em particular o subcampo da pintura histórica, utilizando o quadro Tiradentes esquartejado, de autoria do pintor Pedro Américo, de 1893 e que se encontra inserido no acervo do Museu Mariano Procópio, situado em Juiz de Fora.
Esta pesquisa, que foi orientada pelo professor Jorge Coli, investigou a representação é feita de um fato histórico a partir das obras artísticas. Baseando-se na pintura de Pedro Américo, Maraliz discutiu a função histórica da arte e identificou a semelhança existente entre artistas e historiadores durante a representação de determinados fatos.
Outro ponto argumentado por Maraliz Christo é que essa obra de Pedro Américo despertou bastante polêmica na época de sua apresentação em 1893 com a recepção da pintura sendo clivada em dois grupos formados por defensores e detratores. Esta historiadora relata que ficou notabilizado naquela época um debate intelectual sobre a recepção do quadro entre o Barão Homem de Mello, ex-político do período imperial e professor da Escola Nacional de Belas Artes, que se posicionou como defensor da obra, enaltecendo a postura realista do artista, e Carlo Parlagreco, imigrante italiano e professor de Estética da Escola Nacional de Belas Artes, que se posicionou de forma contrária à obra.
Nas palavras de Maraliz Vieira Christo: “A partir do momento em que o artista pesquisa um fato histórico e o interpreta, ele é um historiador”. No caso particular quadro Tiradentes esquartejado, ela questiona: “A tela afirma, discute ou subverte a imagem do herói?”.
A tese de doutorado que resultou desta pesquisa levou Maraliz à obtenção do Prêmio Capes de Tese Florestan Fernandes para as teses defendidas em 2005, a primeira edição deste prêmio que reconhece anualmente as pesquisas desenvolvidas pelos cientistas brasileiros.

## Principais obras

### Livros
- A “Europa dos Pobres”: A Belle-Epoque Mineira. Juiz de Fora: Ed. UFJF, 1995.

### Artigos e capítulos de livros
- "Trabalho, enriquecimento e exclusão: italianos (1870-1940)". In: Célia Maia Borges. (Org.). Solidariedades e conflitos: histórias de vida e trajetórias de grupos em Juiz de Fora. Juiz de Fora: EdUFJF, 2000, p. 127-182.
- "A recusa ao corpo fragmentado: a recepção de ‘Tiradentes esquartejado’". In: Ana Maria Tavares Cavalcanti; Camila Dazzi; Arthur Valle. (Org.). Oitocentos – arte brasileira à Primeira República. Rio de Janeiro: EBA-UFRJ, 2008, p. 407-413.
- "A pintura de história no Brasil do século XIX: Panorama introdutório". Arbor, Madrid, v. CLXXXV, p. 1147-1168, 2009.
- "Pintura e historia en el Brasil del siglo XIX". In: BORGES, Maria Eliza Lindares; CORNELLES, Victor Manuel Minguez. (Org.). La fabricación visual de mundo atlántico. Castellón de la Plana: Editora Universitat Jaume I, 2009, p. 135-153.
- "A violência como elemento distintivo entre a representação do índio no Brasil e México no século XIX". In: Arthur Valle; Camila Dazzi (Org.). Oitocentos: Arte brasileira do Império à República. Tomo 2. Rio de Janeiro: Seropédica, EDUR-UFRRJ,DezenoveVinte, 2010, v. 1, p. 361-377.
- "O mito da mineiridade num espaço monárquico: a iconografia da Conjuração Mineira no acervo do Museu Mariano Procópio". In: Manoel Luiz Salgado GUIMARÃES ; Francisco Régis Lopes RAMOS. (Org.). Futuro do pretérito: escrita da história e história do museu. Fortaleza: Instituto Frei Tito de Alencar/Expressão Grafica Editora, 2010, p. 143-167.
- "Tiradentes gevierendeeld: de dilemma's van een schilderij". In: Ana Maria de Moraes Belluzzo; Julio Bandeira; Victor Burton; Lorenzo Mammi. (Org.). Brazil, Brasil. Brussel - Antwerpen: Europalia international - Ludion, 2011, v. 1, p. -78.
- "Caupolicán, Atahualpa, Aimberê e Cuauhtémoc, índios vencidos na pintura histórica latino-americana". Portuguese Studies Review, v. 18, p. 209-238, 2011.
- "Tiradentes no Açougue Brasil, apropriações de Arlindo Daibert". Saeculum (UFPB), v. 28, p. 275-291, 2013.
- "A pintura histórica de Portinari: uma 'pintura de camponês'?". In: Raquel Henriques da Silva. (Org.). Candido Portinari em Portugal. Vila Franca de Xira, Portugal: Museu do Neo-Realismo, 2018, v. 1, p. 89-104.
- "Victor Meirelles e a Passagem de Humaitá". Navigator, Rio de Janeiro, v. 15, p. 14-21, 2019.